# 911 Agamemnon
911 Agamemnon eller 1919 FD är en av de största trojanska asteroiderna. Dess omloppsbana ligger i Jupiters lagrangepunkt L4. Den upptäcktes 19 mars 1919 av den tyske astronomen Karl Wilhelm Reinmuth i Heidelberg. Asteroiden har fått sitt namn efter kung Agamemnon i Iliaden.